# Timestalker (film, 2025)
 (mai 2025).
La mise en forme du texte ne suit pas les recommandations de Wikipédia : il faut le « wikifier ».
Les points d'amélioration suivants sont les cas les plus fréquents :
- Les titres sont pré-formatés par le logiciel. Ils ne sont ni en capitales, ni en gras.
- Le texte ne doit pas être écrit en capitales (les noms de famille non plus), ni en gras, ni en italique, ni en « petit »…
- Le gras n'est utilisé que pour surligner le titre de l'article dans l'introduction, une seule fois.
- L'italique est rarement utilisé : mots en langue étrangère, titres d'œuvres, noms de bateaux, etc.
- Les citations ne sont pas en italique mais en corps de texte normal. Elles sont entourées par des guillemets français : « et ».
- Les listes à puces sont à éviter, des paragraphes rédigés étant largement préférés. Les tableaux sont à réserver à la présentation de données structurées (résultats, etc.).
- Les appels de note de bas de page (petits chiffres en exposant, introduits par l'outil «  Source ») sont à placer entre la fin de phrase et le point final[comme ça].
- Les liens internes (vers d'autres articles de Wikipédia) sont à choisir avec parcimonie. Créez des liens vers des articles approfondissant le sujet. Les termes génériques sans rapport avec le sujet sont à éviter, ainsi que les répétitions de liens vers un même terme.
- Les liens externes sont à placer uniquement dans une section « Liens externes », à la fin de l'article. Ces liens sont à choisir avec parcimonie suivant les règles définies. Si un lien sert de source à l'article, son insertion dans le texte est à faire par les notes de bas de page.
- La présentation des références doit suivre les conventions bibliographiques. Il est recommandé d'utiliser les modèles {{Ouvrage}}, {{Chapitre}}, {{Article}}, {{Lien web}} et/ou {{Bibliographie}}. Le mode d'édition visuel peut mettre en forme automatiquement les références.
- Insérer une infobox (cadre d'informations à droite) n'est pas obligatoire pour parachever la mise en page.

Pour une aide détaillée, merci de consulter Aide:Wikification.
Si vous pensez que ces points ont été résolus, vous pouvez retirer ce bandeau et améliorer la mise en forme d'un autre article.
Pour plus de détails, voir Fiche technique et Distribution.
Timestalker est une comédie romantique fantastique britannique sorti en 2024, écrit, réalisé et interprété par Alice Lowe,.

## Synopsis
À travers les époques et ses différentes vies, Agnès tombe amoureuse du mauvais homme, ce qui la condamne à une mort sanglante, avant de se réincarner pour revivre cet amour non réciproque et de mourir, encore et encore. Son destin nous entraîne à travers l’ouest de l’Écosse des années 1680, l’Angleterre rurale des années 1790, le Manhattan effervescent des années 1980, et un XXIIᵉ siècle post-apocalyptique.

## Fiche technique
- Titre : Timestalker
- Réalisation : Alice Lowe
- Dates de sortie :
  - 8 mars 2024 (SXSW)
  - 11 octobre 2024 (Royaume-Uni et Irlande)

## Distribution
- Alice Lowe : Agnès
- Aneurin Barnard : Alex
- Nick Frost : George
- Jacob Anderson : Scipio
- Tanya Reynolds : Meg
- Kate Dickie : Marion
- Dan Renton Skinner : policier/prêtre
- Mike Wozniak : Dan Chovy
- Eleanor Barrett : Jennifer
- Boyd Clark : Lester/fermier
- Holly-Jane Shears : Val Hallah
- Flik Swan : coach d'aérobic
- Gerald Tyler : Kreshnik/perruquier
- Zach Wyatt : médecin charlatan/voyante
- Maurizio Posteraro (non-crédité) : gentleman victorien/policier anti-émeute

## Production
En février 2021, il est annoncé que le nouveau projet d'Alice Lowe s'intitule Timestalker, une comédie romantique racontant l'amour non réciproque d'une femme à travers les siècles, de l'ouest de l'Écosse des années 1680 jusqu'à un XXIIᵉ siècle apocalyptique. Sam Riley, Jacob Anderson et Natasia Demetriou sont initialement annoncés au casting aux côtés de Lowe, également actrice du film. Vaughan Sivell produit pour Western Edge Pictures, tandis que HanWay Films est chargé des ventes internationales.
En octobre 2022, il est confirmé que le tournage a commencé avec Nick Frost, Tanya Reynolds, Aneurin Barnard, Kate Dickie, Dan Skinner et Mike Wozniak rejoignant la distribution, tandis que Sam Riley et Natasia Demetriou ne sont finalement plus impliqués. Le projet est coproduit par Popcorn Group, avec des financements du BFI, de Head Gear Films, et de Ffilm Cymru Wales, soutenus par la National Lottery et le gouvernement gallois via Creative Wales,.
En février 2023, HanWay Films dévoile les premières images officielles montrant Nick Frost et Alice Lowe en costumes d’époque.

## Sortie
Timestalker a eu sa première mondiale au South by Southwest le 8 mars 2024. Le film a ensuite été présenté en première canadienne au 28ᵉ Festival international du film Fantasia le 31 juillet 2024. En juin 2024, Vertigo Releasing a acquis les droits de distribution du film pour le Royaume-Uni et l’Irlande auprès de HanWay Films.
Le film est sorti en salles au Royaume-Uni et en Irlande le 11 octobre 2024, avant d’être disponible en vidéo à la demande (VOD) le mois suivant.

## Accueil
Sur le site agrégateur de critiques Rotten Tomatoes, 87% des 47 critiques sont positives, avec une note moyenne de 6,9/10. Le consensus du site indique : "En utilisant la fantasy pour explorer la manière dont les mauvais choix de vie perdurent, Timestalker est un second film astucieux et imaginatif de la part de la réalisatrice et actrice Alice Lowe."
Sur Metacritic, qui utilise une moyenne pondérée, le film obtient un score de 72 sur 100, basé sur 14 critiques, indiquant des critiques "généralement favorables".
The Guardian a salué le film, qualifiant Timestalker de "comédie ingénieuse", à la fois chaotique et mordante, portée par l'humour noir d'Alice Lowe.